# Ambrosia Caldarelli
Ambrosia Caldarelli (Roma, 9 dicembre 2000) è un'attrice italiana.

## Carriera
Il suo primo approccio alla recitazione l'ha avuto quando ha partecipato ai provini al Nuovo Sacher per un film di Nanni Moretti. Nel 2017 studia recitazione presso la Scuola di Teatro n.o.t. di F. Montagna. Nel 2022 interpreta Donatella Colasanti in Circeo, miniserie televisiva distribuita da Paramount+, dove recita al fianco di Greta Scarano.

## Filmografia

### Cinema
- Attenti al gorilla, regia di Luca Miniero (2019)
- Occhi blu, regia di Michela Cescon (2021)
- Il filo invisibile, regia di Marco Simon Puccioni (2022)
- Space Monkeys, regia di Aldo Iuliano (2022)
- Non sono quello che sono, regia di Edoardo Leo (2024)

### Televisione
- Vivi e lascia vivere – serie TV, 10 episodi (2020)
- Circeo – miniserie TV, 6 episodi (2022)
- Hanno ucciso l'Uomo Ragno - La leggendaria storia degli 883 - serie TV, episodio 1x08 (2024)
- Che Dio ci aiuti 8 - serie TV, 20 episodi (2025)

### Pubblicità
- Trenord, regia di Ottavio Celestino (2012)
- Mediaset Premium, regia di Alessandro D'Alatri (2015)
- Alfa Romeo Junior, regia di Olivier Francois (2024)